# Rudolf Asmus
Rudolf Asmus (30. října 1921 Zlín – 13. února 2000 Berlín) byl český operní pěvec s basbarytonovým hlasem, který od roku 1956 působil ve východním Německu.

## Život
Po studiích zpěvu debutoval v roce 1942 v Ostravě, kde působil do roku 1944, angažmá v Brně měl v letech 1944 až 1953, v pražském Národním divadle měl angažmá v letech 1953 až 1956. V roce 1956 ho Walter Felsenstein, zakladatel a ředitel berlínské Komické opery pozval do Berlína. Zde pěvec slavil velké národní i mezinárodní úspěchy v různých operních produkcích.
Televizními adaptacemi známých oper v režii Franka Beyera a Waltera Felsensteina se dostal do povědomí i diváků před televizní obrazovkou. V roce 1981 zpíval nočního hlídače ve Wagnerově opeře Mistři pěvci norimberští v inscenaci Harryho Kupfera. V roce 1988 bylo jeho celoživotní dílo poctěno čestným členstvím v berlínské Komické opeře.

## Filmografie
- 1963: Karbid und Sauerampfer
- 1965: Das schlaue Füchslein (Liška Bystrouška), studiová nahrávka
- 1966: Don Giovanni (divadelní nahrávka)
- 1970: Hoffmanns Erzählungen (Hoffmannovy povídky), studiová nahrávka
- 1973: Ritter Blaubart (studiová nahrávka)
- 1974: ABC der Liebe: Der Segen von oben
- 1976: Die Hochzeit des Figaro (Figarova svatba), divadelní nahrávka
- 1985: Giustino (TV film)
- 1991: Spreewaldfamilie: Späte Liebe